# Murexsul emipowlusi
Murexsul emipowlusi är en snäckart som först beskrevs av Abbott 1954.  Murexsul emipowlusi ingår i släktet Murexsul och familjen purpursnäckor. Inga underarter finns listade i Catalogue of Life.